# آدمار (بازیکن فوتبال)
آدمار (به پرتغالی: Adhemar Ferreira de Camargo Neto) بازیکن فوتبال مهاجم اهل برزیل است که در ۲۷ آوریل ۱۹۷۲ در شهر Tatuí به دنیا آمده‌است.

## باشگاهی
آدمار در تیم‌های فوتبال سان خوزه، کورینتیانس، اشتوتگارت، سئونگنام و یوکوهاما مارینوس سابقهٔ حضور دارد.